# Kiev (tỉnh của Đế quốc Nga)
Tỉnh Kiev (chính tả cũ tiếng Nga: Кі́евская губе́рнія, đã Latinh hoá: Kíyevskaya gubérniya; tiếng Ukraina: Киї́вська губе́рнія, đã Latinh hoá: Kyḯvsʼka hubérniia) là một đơn vị hành chính của Đế quốc Nga từ 1796 đến 1919 và của Cộng hòa Xã hội chủ nghĩa Xô viết Ukraina từ 1919 đến 1925. Tỉnh nằm tại khu vực Ukraina hữu ngạn, được thành lập sau khi phân chia Phó vương quốc Kiev thành các tỉnh Kiev và Tiểu Nga vào năm 1796, với trung tâm hành chính ở Kiev. Đến đầu thế kỷ 20, tỉnh bao gồm 12 uyezd (huyện), 12 thành phố, 111 miasteczko và 7344 khu định cư khác. Sau Cách mạng Tháng Mười, tỉnh trở thành một đơn vị hành chính của CHXHCNXV Ukraina. Năm 1923, tỉnh được chia thành nhiều okrug và vào ngày 6 tháng 6 năm 1925, tỉnh bị bãi bỏ do cuộc cải cách hành chính của Liên Xô.

## Lịch sử
Tỉnh Kiev nằm ở hữu ngạn sông Dnepr được chính thức thành lập theo sắc lệnh của Hoàng đế Pavel I của Nga ngày 30 tháng 11 năm 1796. Tuy nhiên, mãi đến năm 1800, thống đốc đầu tiên mới được bổ nhiệm và lãnh thổ nằm dưới quyền cai quản của Phó vương Kiev Vasrliy Krasno-Milashevich (giai đoạn 1796 –1800).
Ba phó vương quốc ở Ukraina tả ngạn được hợp nhất thành một tỉnh Tiểu Nga tập trung ở Chernigov, trong khi tỉnh Kiev lúc này bao gồm Ukraina hữu ngạn. Với việc Kiev vẫn là thủ phủ, tỉnh này bao gồm các phần hữu ngạn của Phó vương quốc Kiev trước đây, được sáp nhập với các lãnh thổ của tỉnh Kiev và tỉnh Bracław mà Đế quốc Nga giành được sau phân chia Thịnh vượng chung Ba Lan-Litva. Sắc lệnh có hiệu lực vào ngày 29 tháng 8 năm 1797, nâng tổng số uyezd lên mười hai.
Vào ngày 22 tháng 1 năm 1832, tỉnh Kiev, cùng với các tỉnh Volhynia và Podolia (tỉnh của Đế quốc Nga) đã thành lập Tổng tỉnh Kiev, còn được gọi là krai Tây Nam. Vào thời điểm đó, Vasily Levashov được bổ nhiệm làm Thống đốc quân sự của Kiev cũng như Tổng đốc của Podolia và Volhynia. Năm 1845, dân số của tỉnh là 1.704.661.
Vào đầu thế kỷ 20, tỉnh bao gồm mười hai uyezd được đặt tên theo trung tâm của chúng: Berdychiv, Cherkasy, Chyhyryn, Kaniv, Kiev, Lipovets, Radomyshl, Skvyra, Tarashcha, Uman, Vasylkiv và Zvenyhorodka.
Theo Điều tra nhân khẩu Nga năm 1897, có 3.559.229 người trong tỉnh, khiến đây trở thành tỉnh đông dân nhất trong toàn bộ Đế quốc Nga. Hầu hết dân cư sống ở nông thôn. Có 459.253 người sống ở các thành phố, trong đó có khoảng 248.000 người ở Kiev. Theo tiếng mẹ đẻ, điều tra dân số đã phân loại những người được hỏi như sau: 2.819.145 Malorossy (người Ukraina) chiếm 79,2% dân số, 430.489 người Do Thái chiếm 12,1% dân số, 209.427 Velikorossy (người Nga) chiếm 5,9% dân số và 68.791 người Ba Lan chiếm 1,9% dân số. Theo đức tin, 2.983.736 người trả lời điều tra dân số là theo Cơ đốc giáo Chính thống, 433.728 là người Do Thái và 106.733 thuộc Giáo hội Công giáo La Mã.
Dân số ước tính vào năm 1906 là 4.206.100.
Tỉnh Kiev vẫn là một đơn vị cấu thành của Tổng tỉnh Kiev lớn hơn với Kiev là thủ phủ của cả hai trong thế kỷ 20. Năm 1915, Tổng tỉnh bị giải tán trong khi guberniya tiếp tục tồn tại.

## Hành chính
Tỉnh Kiev bao gồm 12 uyezd (trung tâm hành chính của chúng trong ngoặc):
| Huyện         | Huyện          | Thị trấn huyện | Huy hiệu thị trấn huyện | Diện tích                           | Dân số (điều tra 1897) |
| Tên chuyển tự | Tiếng Nga      | Thị trấn huyện | Huy hiệu thị trấn huyện | Diện tích                           | Dân số (điều tra 1897) |
| ------------- | -------------- | -------------- | ----------------------- | ----------------------------------- | ---------------------- |
| Berdichevsky  | Бердичевский   | Berdichev      |                         | 3.361,7 km2 (1.298,0 dặm vuông Anh) | 279.695                |
| Vasilkovsky   | Васильковский  | Vasilkov       |                         | 4.508,6 km2 (1.740,8 dặm vuông Anh) | 315.823                |
| Zvenigorodsky | Звенигородский | Zvenigorodka   |                         | 3.293,3 km2 (1.271,6 dặm vuông Anh) | 274.704                |
| Kanevsky      | Каневский      | Kanev          |                         | 3.264,6 km2 (1.260,5 dặm vuông Anh) | 268.860                |
| Kievsky       | Киевский       | Kiev           |                         | 5.642,5 km2 (2.178,6 dặm vuông Anh) | 541.483                |
| Lipovetsky    | Липовецкий     | Lipovets       |                         | 2.891,3 km2 (1.116,3 dặm vuông Anh) | 211.825                |
| Radomyslsky   | Радомысльский  | Radomyshl      |                         | 9.592,7 km2 (3.703,8 dặm vuông Anh) | 315.629                |
| Skvirsky      | Сквирский      | Skvira         |                         | 3.721,5 km2 (1.436,9 dặm vuông Anh) | 251.257                |
| Tarashchansky | Таращанский    | Tarashcha      |                         | 3.339,4 km2 (1.289,3 dặm vuông Anh) | 245.752                |
| Umansky       | Уманский       | Uman           |                         | 4.295,2 km2 (1.658,4 dặm vuông Anh) | 320.744                |
| Cherkassky    | Черкасский     | Cherkassy      |                         | 3.599,6 km2 (1.389,8 dặm vuông Anh) | 307.542                |
| Chigirinsky   | Чигиринский    | Chigirin       |                         | 3.273,8 km2 (1.264,0 dặm vuông Anh) | 225.915                |

## Thành phố chính
Điều tra nhân khẩu Đế quốc Nga năm 1897
- Kiev – 247.723 (người Nga  – 134 278, người Ukraina – 55 064, người Do Thái – 29 937, người Ba Lan  – 16 579, người Đức  – 4 354, người Belarus  – 2 797)
- Berdichev – 53.351 (người Do Thái – 41 125, người Nga – 4 612, người Ukraina – 4 395)
- Uman – 31.016 (người Do Thái – 17 709, người Ukraina – 9 509, người Nga – 2 704)
- Cherkassy – 29.600 (người Ukraina – 12 900, người Do Thái – 10 916, người Nga – 4 911)
- Skvira – 17.958 (người Do Thái – 8 905, người Ukraina – 7 681, người Nga – 956)
- Zvenigorodka – 16.923 (người Ukraina – 8 337, người Do Thái – 6 368, người Nga – 1 513)
- Vasilkov – 13.132 (người Ukraina – 7 108, người Do Thái – 5 140, người Nga – 820)
- Tarascha – 11.259 (người Ukraina – 5 601, người Do Thái – 4 906, người Nga – 575)
- Radomysl – 10.906 (người Do Thái – 7 468, người Ukraina – 2 463, người Nga – 778
- Chigirin – 9.872 (người Ukraina – 6 578, người Do Thái – 2 921, người Nga – 343)
- Kanev – 8.855 (người Ukraina – 5 770, người Do Thái – 2 710, người Nga – 303)
- Lipovets – 8.658 (người Do Thái – 4 117, người Ukraina – 3 948, người Nga – 397)

## Sau 1917
Trong thời gian sau cuộc cách mạng Nga năm 1917–1921, các vùng đất của tỉnh Kiev đã nhiều lần đổi chủ. Sau thời thống đốc đế quốc cuối cùng là Alexey Ignatyev cho đến ngày 6 tháng 3 năm 1917, các nhà lãnh đạo địa phương được bổ nhiệm bởi các chế độ kình địch nhau. Đôi khi, starosta tỉnh (do Rada Trung ương bổ nhiệm) và Chính ủy tỉnh (đôi khi ngầm) đều tuyên bố là Thống đốc, trong khi một số chế độ cai trị tồn tại trong thời gian ngắn trên lãnh thổ không thành lập bất kỳ phân khu hành chính cụ thể nào.
Khi sự hỗn loạn nhường chỗ cho sự ổn định vào đầu những năm 1920, chính quyền Ukraina Xô viết tái lập tỉnh, chức vụ đứng đầu tỉnh là Chủ tịch Ủy ban Cách mạng tỉnh (revkom) hoặc của Ủy ban hành chính (ispolkom).
Trong quá trình cải cách hành chính của Liên Xô năm 1923–1929, tỉnh Kiev của Cộng hòa Xã hội chủ nghĩa Xô viết Ukraina được chuyển đổi thành sáu okruha vào năm 1923, và kể từ năm 1932 lập lại tỉnh Kiev tại lãnh thổ này.

### Danh sách okruha
- Berdychiv Okruha
- Bila Tserkva Okruha
- Kiev Okruha
- Malyn Okruha (1923–24)
- Uman Okruha
- Cherkasy Okruha
- Shevchenko Okruha (1923–25, ban đầu là Korsun)

## Thống đốc Kiev
Đế quốc Nga
- 1839–1852 Ivan Funduklei
- 1852–1855 Andrei Krivtsov (quyền)
- 1855–1864 Pavel Gesse
- 1864–1866 Nikolai Kaznakov
- 1866–1868 Nikolai Eiler
- 1868–1871 Mikhail Katakazi
- 1881–1885 Sergei Gudim-Levkovich
- 1885–1898 Lev Tomara
- 1898–1903 Fyodor Trepov
- 1903–1905 Pavel Savvich
- 1905–1905 Aleksandr Vatatsi
- 1905–1906 Pavel Savvich
- 1906–1906 Aleksei Veretennikov
- 1906–1907 Pavel Kurlov (quyền)
- 1907–1909 Pavel Ignatiev
- 1909–1912 Aleksei Girs
- 1912–1915 Nikolai Sukovkin
- 1915–1917 Aleksei Ignatiev

Cộng hòa Nga
với tư cách là Ủy viên điều hành
- 1917–1917 Mikhail Sukovkin
- 1917–1918 Oleksandr Salikovsky

Quốc Gia Ukraina
với tư cách là trưởng lão điều hành
- 1918–1918 I.Chartoryzhski

Nam Nga
- 191 –1919 Andrei Cherniavsky

Thống đốc thời Xô viết
- 1919–1919 Yakov Yakovlev
- 1919–1920 Abram Glinski
- 1920–1920 Ivan Klimenko
- 1920–1920 Panas Lyubchenko
- 1920–1920 Yan Gamarnik
- 1920–1921 Aleksandr Odintsov
- 1921–1921 Nikolai Golubenko
- 1921–1923 Lavrenty Kartvelishvili
- 1923–1923 Vladimir Loginov
- 1923–1924 Juozas Vareikis
- 1924–1924 Lavrenty Kartvelishvili
- 1924–1925 Pavel Postyshev